# Vinalesa
Vinalesa ist ein Ort und eine Gemeinde (municipio) mit 3.531 Einwohnern (Stand: 2024) in Spanien, in der Provinz und Autonomen Gemeinschaft Valencia. 

## Lage
Vinalesa liegt etwa acht Kilometer nördlich vom Stadtzentrum von Valencia in einer Höhe von ca. 15 m. Der Barranc de Carraixet begrenzt die Gemeinde im Westen. 

## Bevölkerungsentwicklung
| Jahr      | 1900 | 1920 | 1950 | 1970 | 1981 | 1991 | 2001 | 2011 | 2021 |
| Einwohner | 1272 | 1681 | 2161 | 2210 | 2414 | 2222 | 2378 | 3166 | 3451 |

## Sehenswürdigkeiten
- Honoratiuskirche (Iglesia de San Honorato), 1799 erbaut
- Barbarakapelle, Ende des 18. Jahrhunderts erbaut
- Alte Fabrik (Seidenspinnerei) von 1770

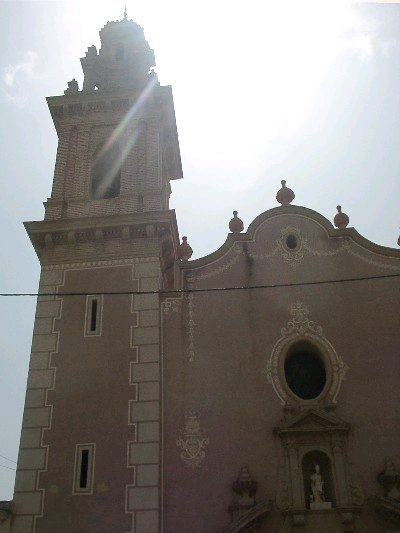
Honoratiuskirche
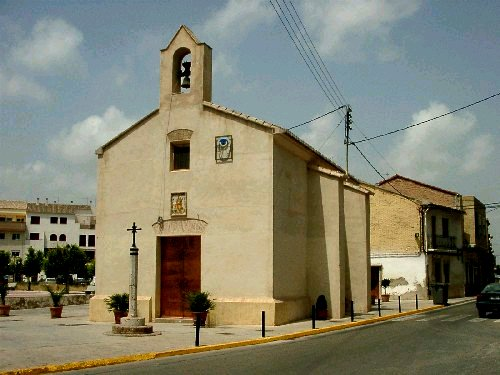
Barbarakapelle
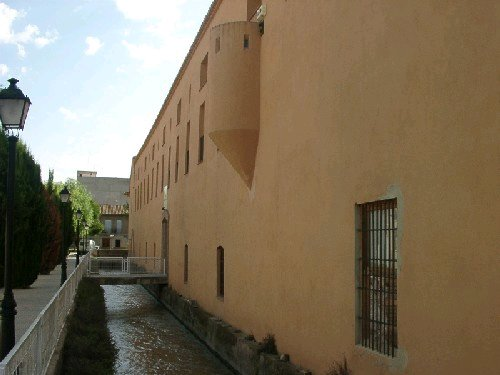
Alte Fabrik

## Persönlichkeiten
- Arturo Pablo Ros Murgadas (* 1964), römisch-katholischer Bischof von Santander